# Nyctibius jamaicensis
Nyctibius jamaicensis là một loài chim trong họ Nyctibiidae.